# Fara (Écosse)
Pour les articles homonymes, voir Fara.
Ne doit pas être confondu avec Faray.
Fara est une petite île du Royaume-Uni située dans l'archipel des Orcades en Écosse.
Elle se trouve dans la baie de Scapa Flow entre les îles Flotta et Hoy.